# Pseudaletia
Pseudaletia är ett släkte av fjärilar. Pseudaletia ingår i familjen nattflyn.

## Bildgalleri

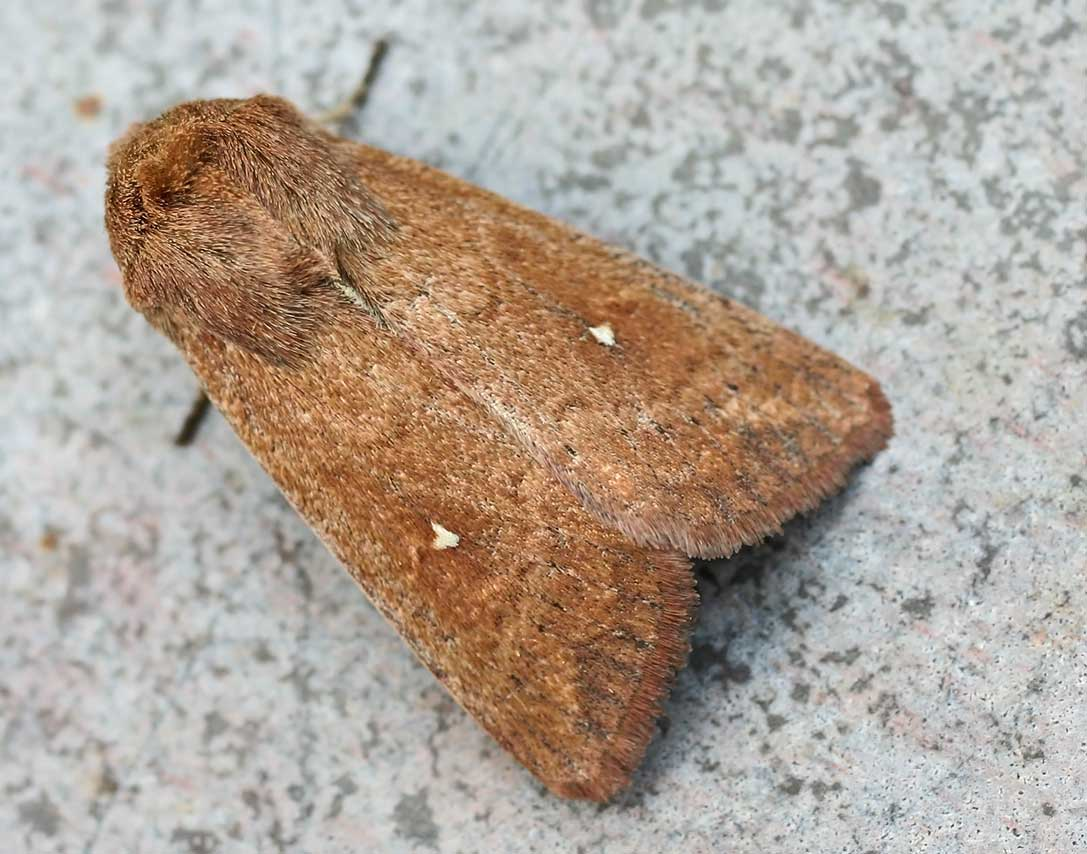
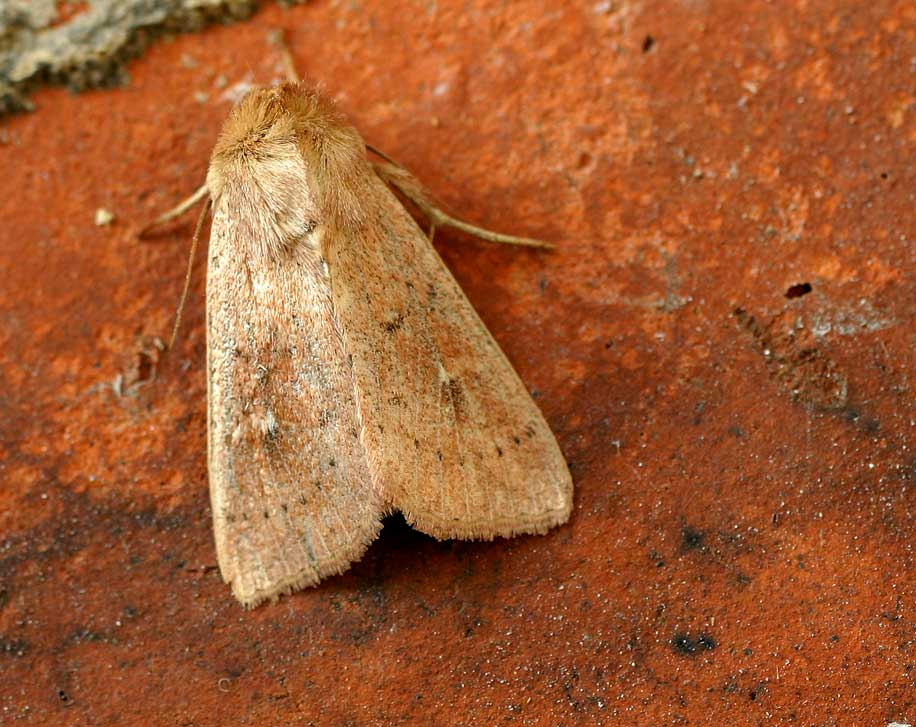
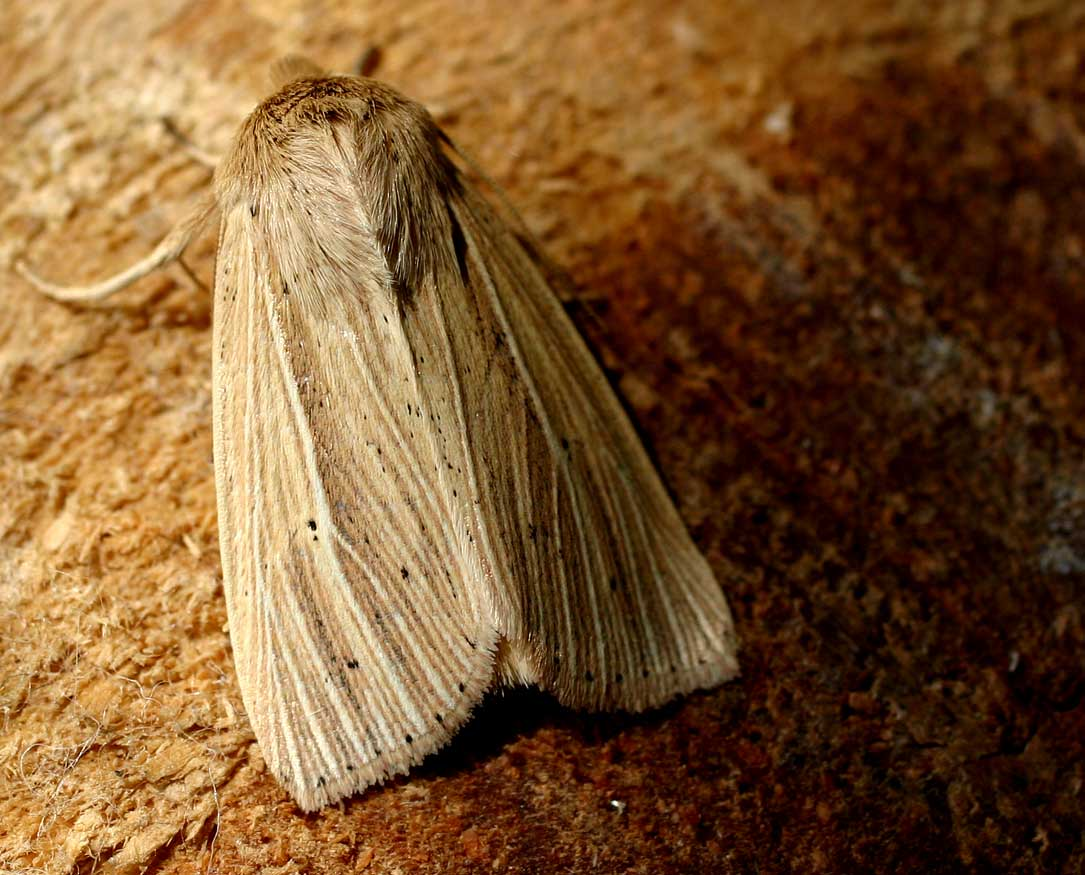
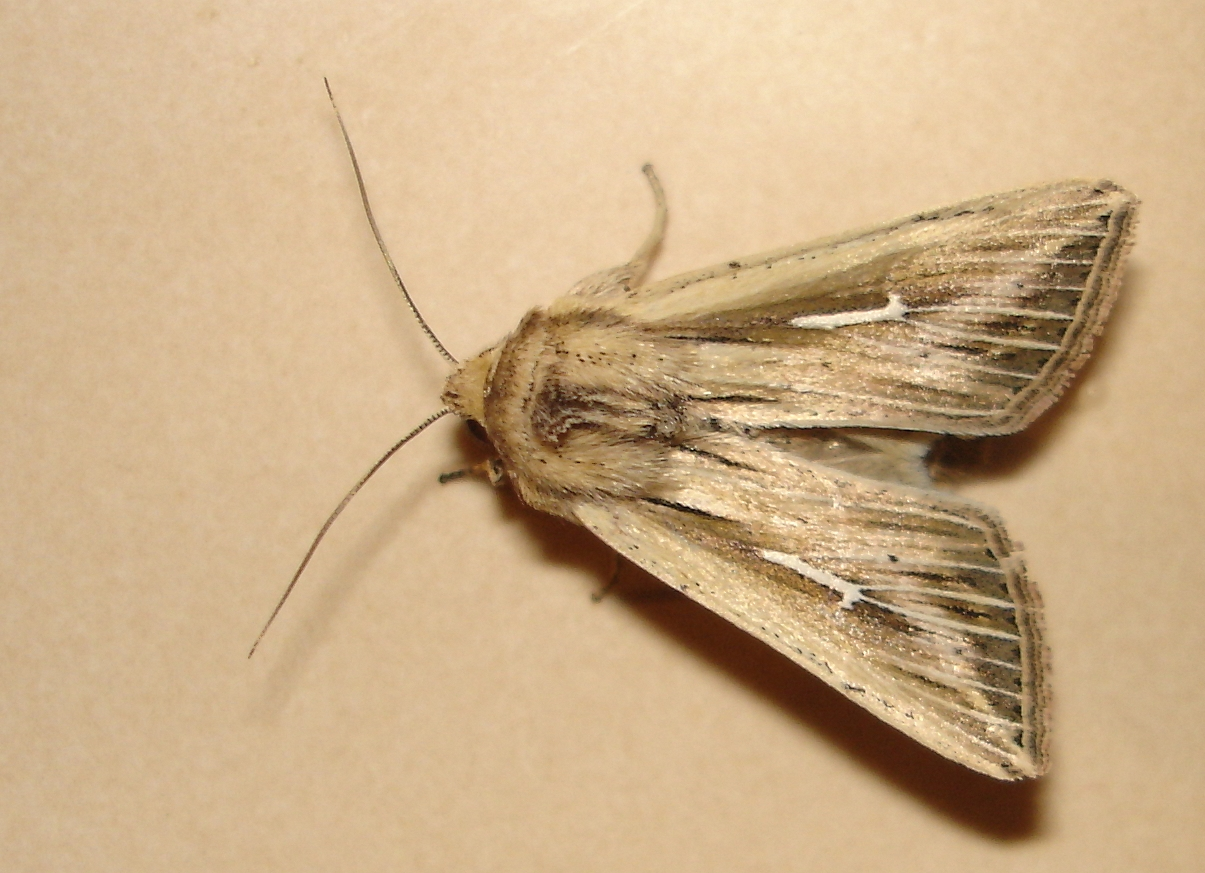
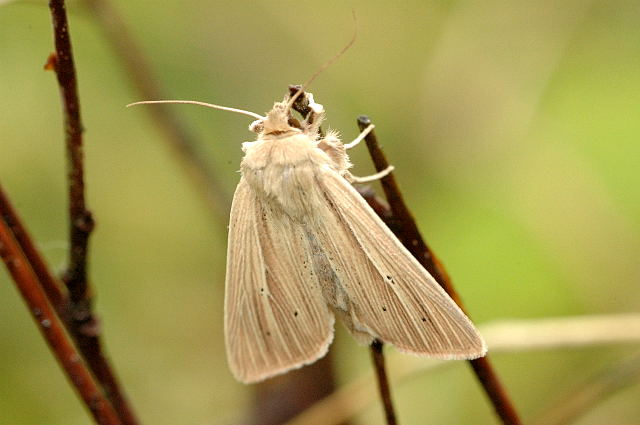
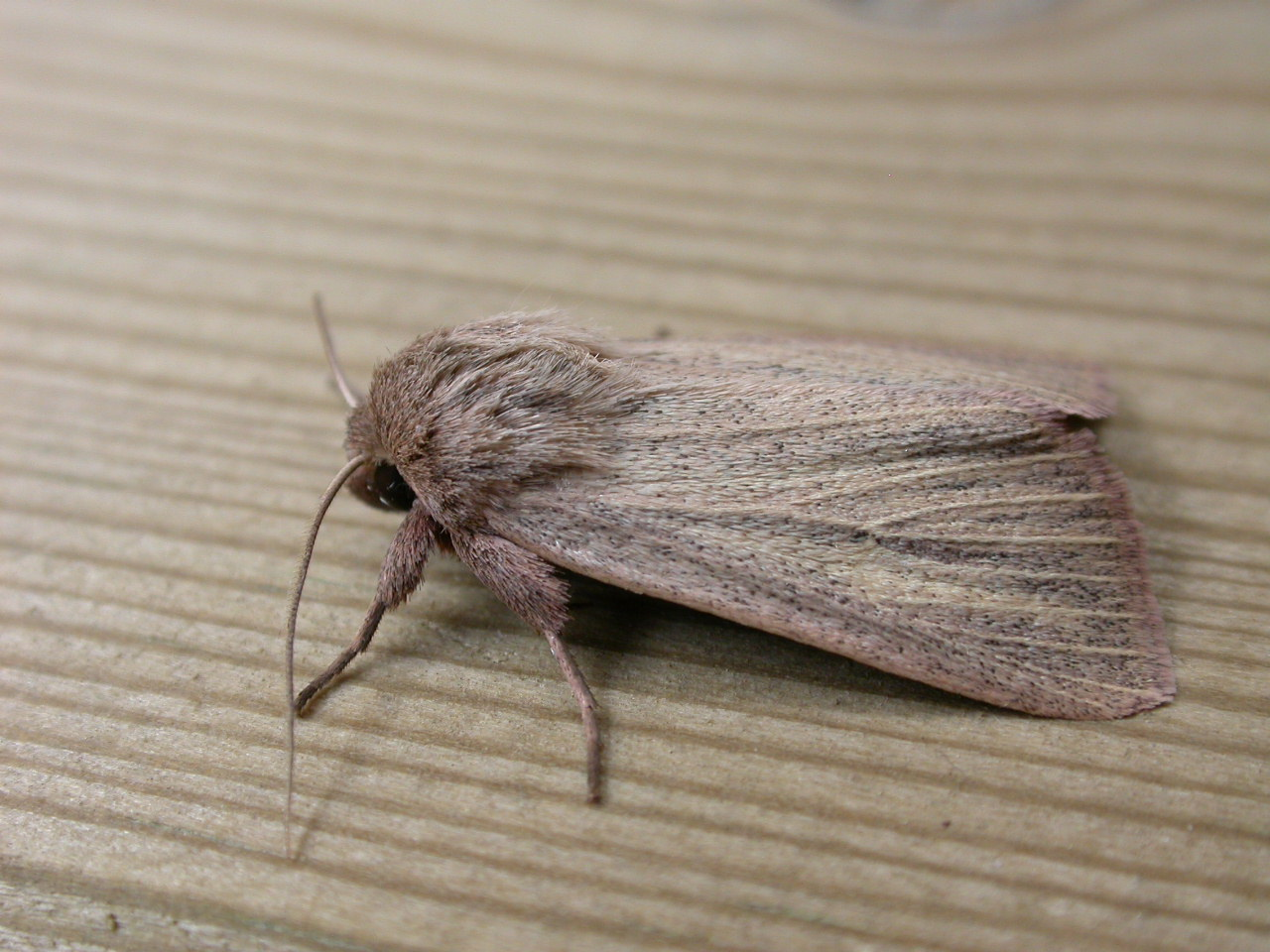

## Dottertaxa tillPseudaletia, i alfabetisk ordning[1]
- Pseudaletia adultera
- Pseudaletia albicosta
- Pseudaletia amblycasis
- Pseudaletia antica
- Pseudaletia asticta
- Pseudaletia australis
- Pseudaletia brevipennis
- Pseudaletia consimilis
- Pseudaletia convecta
- Pseudaletia cooperi
- Pseudaletia cunyada
- Pseudaletia dasuta
- Pseudaletia decolorata
- Pseudaletia evansi
- Pseudaletia extranea
- Pseudaletia idisana
- Pseudaletia impuncta
- Pseudaletia luteomaculata
- Pseudaletia macrosaris
- Pseudaletia nigrasuffusa
- Pseudaletia pallidicosta
- Pseudaletia punctulata
- Pseudaletia pyrrhias
- Pseudaletia quechua
- Pseudaletia roraimae
- Pseudaletia saccharivora
- Pseudaletia saturata
- Pseudaletia separata
- Pseudaletia sequax
- Pseudaletia trifolii
- Pseudaletia tseki
- Pseudaletia typhlodes
- Pseudaletia unipuncta